# John McTiernan
John McTernan (n. 8 ianuarie 1951, Albany, SUA) este un regizor american, cunoscut pentru filmele sale de acțiune. Dintre filmele lui mai importante se pot enumera Predator (1987), un film SF cu Arnold Schwarzenegger; Greu de ucis (1988) și Die Hard with a Vengeance (1995), ambele cu Bruce Willis.
McTiernan a pledat vinovat de mărturie mincinoasă și pentru că a mințit un anchetator FBI cu privire la angajarea de către el a investigatorului privat Anthony Pellicano la sfârșitul anului 2000 pentru a asculta ilegal apelurile telefonice a două persoane, dintre care unul era Charles Roven, un coproducător al filmului său de acțiune Bătălie pe role (2002). El a fost încarcerat într-o închisoare federală din aprilie 2013 până în februarie 2014. În închisoare, și-a declarat falimentul în cadrul procedurilor de executare silită a reședinței sale de la o fermă mare.

## Filmografie
Filme regizate
- Nomazi (1986) - și scenarist
- Predator (1987)
- Greu de ucis (1988)
- Vânătoarea lui Octombrie Roșu (1990)
- Vraciul din junglă (1992)
- Ultima aventură (1993) - și producător
- Greu de ucis 3 (1995) - și producător
- Al 13-lea războinic (1999) - și producător
- Aventură în doi (1999)
- Bătălie pe role (2002) - și producător
- Instrucția (2003)

| Ca producător - The Right to Remain Silent (1996) (film TV) - Amanda (1996) | Ca producător executiv - Flight of the Intruder (1991) - Stephen King's Quicksilver Highway (1997) (film TV) |  |